# 大塚勇里
大塚 勇里（おおつか ゆうり、1980年7月24日 - ）は、日本のロックバンド、かげぼうしのギター・ボーカルであり、全楽曲の作詞・作曲を担当している。身長170cm。

## 来歴
- 東京都立杉並高等学校卒業。
- 1998年、金澤直樹（現、かげぼうしベース・コーラス）らとロックバンド、マディーキッズ結成。
- 2003年4月、マディーキッズ解散。
- 2003年5月、かげぼうし結成。
- 2008年10月、シングル「掌」（土屋昌巳プロデュース）で、かげぼうしがメジャーデビュー。

## 人物像
- 幼少時代からヴァイオリンと書道を習う。
- 絶対音感の持ち主である。
- 高校時代は軽音楽部部長であった。
- 趣味は読書、ゲームである。
- 好きな食べ物はカレー、ラーメン、ハンバーグである。
- 嫌いな食べ物は椎茸、人参である。

## 逸話
- 幼少時代は歯科、皮膚科、小児科、眼科、耳鼻咽喉科に通う多忙な日々を送っていた。
- 将来の夢は漫画家であった。
- マディーキッズではドラム・コーラスを担当していたが、かげぼうし結成を機にギター・ボーカルに転身した。
- 生まれて初めてバレンタインデーにチョコレートを貰ったのは、金澤直樹の母親であった。
- 足裏マッサージに行って、貸し出し用のパンツを履いて帰ってきてしまったことがある。

## 使用楽器
- フェンダー・ジャパン、ストラトキャスター

## 使用アンプ
- メサブギー

## 外部サイト
- Kagebo-shi Officialwebsite かげぼうしオフィシャルサイト